# Marco Sørensen
Marco Sørensen, né le 6 septembre 1990 à Svenstrup au Danemark, est un pilote automobile danois pilotant actuellement dans le Championnat du monde d'endurance. Il est le frère aîné du pilote Lasse Sørensen.

## Biographie
Marco Sørensen commence la compétition automobile en 1998 par l'intermédiaire du karting.
De 2007 en 2015, il pilote dans différentes catégories en monoplace, et notamment en GP2 Series.
En 2015, il fait ses débuts en endurance automobile et signe sa première participation aux 24 Heures du Mans. Il pilote lors de sept des huit manches du Championnat du monde d'endurance.
En 2016, il remporte le championnat du monde d'endurance FIA dans la catégorie LM GTE Pro avec son compatriote Nicki Thiim au sein de l'équipe Aston Martin Racing à bord de leur Aston Martin Vantage GTE.

## Résultats en compétition automobile

### Résumé
| Saison | Série                                            | Équipe                            | Courses | Victoires | Poles | Meilleurs tours | Podiums | Points | Position |
| ------ | ------------------------------------------------ | --------------------------------- | ------- | --------- | ----- | --------------- | ------- | ------ | -------- |
| 2007   | Formule Ford Danemark                            | Lucas Racing                      | 16      | 4         | 7     | 16              | 12      | 238    | 3e       |
| 2008   | ADAC Formel Masters                              | ma-con Motorsport                 | 8       | 4         | 5     | 3               | 6       | 125    | 4e       |
| 2008   | Championnat de Grande-Bretagne de Formule Ford   | Fluid Motorsport Development (en) | 22      | 1         | 0     | 3               | 5       | 327    | 8e       |
| 2008   | Fórmula Júnior FR2.0 Portugal                    | Motopark Academy                  | 2       | 0         | 0     | 0               | 1       | 12     | 11e      |
| 2009   | Eurocup Formula Renault 2.0                      | Motopark Academy                  | 14      | 0         | 0     | 0               | 0       | 15     | 15e      |
| 2009   | Formula Renault 2.0 Nordic Series                | Motopark Academy                  | 14      | 1         | 0     | 1               | 4       | 232    | 3e       |
| 2010   | Championnat d'Allemagne de Formule 3             | Brandl Motorsport                 | 8       | 0         | 1     | 0               | 1       | 18     | 11e      |
| 2011   | Championnat d'Allemagne de Formule 3             | Brandl Motorsport                 | 16      | 2         | 2     | 2               | 15      | 126    | 2e       |
| 2011   | Formula 3 Euro Series                            | Mücke Motorsport                  | 3       | 1         | 1     | 1               | 1       | 0      | NC†      |
| 2012   | Formula Renault 3.5 Series                       | Lotus                             | 17      | 1         | 0     | 0               | 3       | 122    | 6e       |
| 2013   | Formula Renault 3.5 Series                       | Lotus                             | 17      | 2         | 2     | 1               | 3       | 113    | 7e       |
| 2014   | Formula Renault 3.5 Series                       | Tech 1 Racing                     | 17      | 0         | 0     | 0               | 1       | 44     | 12e      |
| 2014   | GP2 Series                                       | MP Motorsport                     | 14      | 1         | 0     | 0               | 1       | 47     | 11e      |
| 2015   | GP2 Series                                       | Carlin                            | 8       | 0         | 0     | 0               | 0       | 0      | 33e      |
| 2015   | Championnat du monde d'endurance FIA - LMGTE Pro | Aston Martin Racing               | 7       | 0         | 1     | 0               | 0       | 81     | 8e       |
| 2015   | 24 Heures du Mans - LMGTE Pro                    | Aston Martin Racing               | 1       | 0         | 0     | 0               | 0       | N/A    | 4e       |
| 2016   | Championnat du monde d'endurance FIA - LMGTE Pro | Aston Martin Racing               | 2       | 0         | 0     | 0               | 1       | 15     | 6e*      |

† Tincknell étant un pilote invité, il est inéligible aux points.
* Saison en cours.

### Résultats aux 24 Heures du Mans
| Année | Équipe              | Équipiers                       | Voiture                  | Classe  | Tours | Pos. | Class Pos. |
| ----- | ------------------- | ------------------------------- | ------------------------ | ------- | ----- | ---- | ---------- |
| 2015  | Aston Martin Racing | Christoffer Nygaard Nicki Thiim | Aston Martin Vantage GTE | GTE Pro | 330   | 27e  | 4e         |
| 2016  | Aston Martin Racing | Nicki Thiim Darren Turner       | Aston Martin Vantage GTE | GTE Pro | 338   | 23e  | 5e         |
| 2017  | Aston Martin Racing | Nicki Thiim Richie Stanaway     | Aston Martin Vantage GTE | GTE Pro | 334   | 25e  | 9e         |
| 2018  | Aston Martin Racing | Nicki Thiim Darren Turner       | Aston Martin Vantage AMR | GTE Pro | 339   | 23e  | 8e         |
| 2019  | Aston Martin Racing | Nicki Thiim Darren Turner       | Aston Martin Vantage AMR | GTE Pro | 132   | Abd. | Abd.       |